# Northfleet
Northfleet est une ville anglaise située dans le comté du Kent.